# Pont d'Ihaste
Le pont d’Ihaste  (en estonien : Ihaste sild) est un pont à  Tartu en Estonie.

## Présentation
Le pont Ihaste est un pont en béton armé à la frontière sud-est de la ville de Tartu.
Le pont traverse la rivière Emajõgi, reliant les le quartier d'Ihaste au quartier industriel de Ropka.
Le pont fait partie de la rocade orientale de Tartu.
Le pont devait être achevé en avril 2015, mais il a été ouvert à la circulation plus tôt que prévu le 2 février 2015,.
La longueur totale du pont est de 400 mètres, dont 90 mètres au-dessus de l'Emajõgi.
Le reste du pont a été construit des deux côtés de la rivière au-dessus de la gorge de Ropka-Ihaste.
La largeur totale du pont sur Emajõki est de 15,5 mètres.
Le pont a une route à 1+1 voies, d'un côté se trouve une route de circulation douce de quatre mètres de large. Des barrières antibruit de 1,4 m de haut en matériau transparent ont été installées sur le pont d'Ihaste, des plates-formes d'observation ont été construites près des deux piliers centraux.
Le pont a été construit par la société estonienne K-Most. Au niveau d'eau moyen de l'Emajõgi, les bateaux jusqu'à 10,5 mètres de haut peuvent passer sous le pont.

## Étymologie
Au début 2014, le conseil municipal de Tartu et Tartu Postimees ont organisé un concours pour trouver un nom pour le pont.
Initialement, le service géodésique de la ville a proposé le nom Ringtee sild (pont de la rocade)[4], mais après le concours, la ville a décidé de préférer le nom d’« Ihaste sild ».
32 des 83 participants au concours ont soutenu le nom d'Ihaste.

## Prix et reconnaissance
L'Association estonienne du béton (et) a choisi le pont d’Ihaste comme construction en béton de l'année 2015, justifiant le choix par une nouvelle technologie, des solutions d'ingénierie de haute qualité et une solution extérieure agréable qui tient compte des considérations de conservation de la nature.
Le jury du concours a écrit dans le commentaire de la décision : « Ce qui rend le pont spécial, c'est qu'il est situé sur une courbe à la fois verticalement et horizontalement, offrant ainsi un véritable défi au concepteur et au constructeur. Les courbes et les courbures du béton l'architecture sur toute la longueur du pont, ainsi que les plates-formes d'observation et les escaliers, démontrent véritablement les avantages du béton en tant que matériau structurel. »

## Galerie

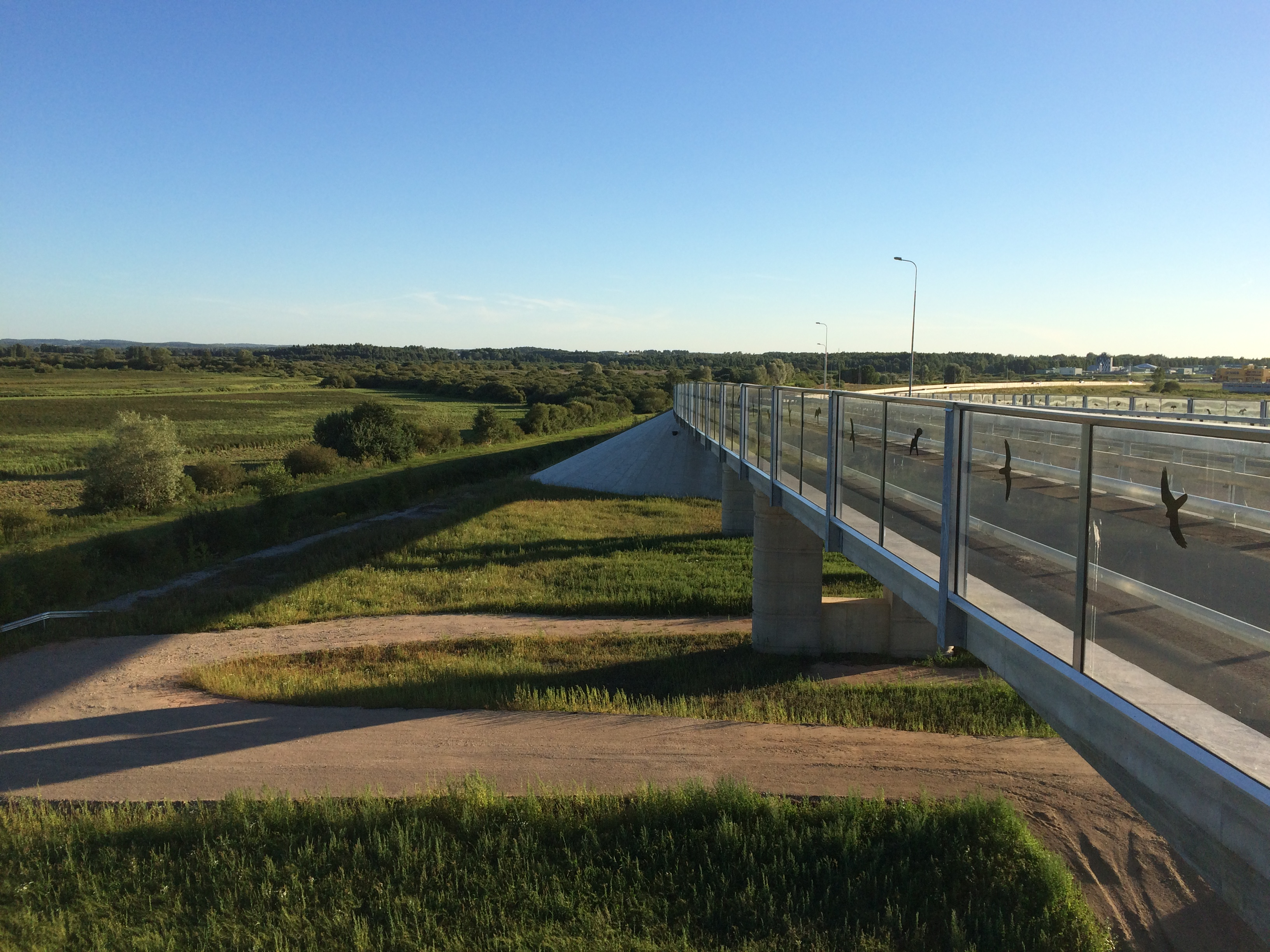
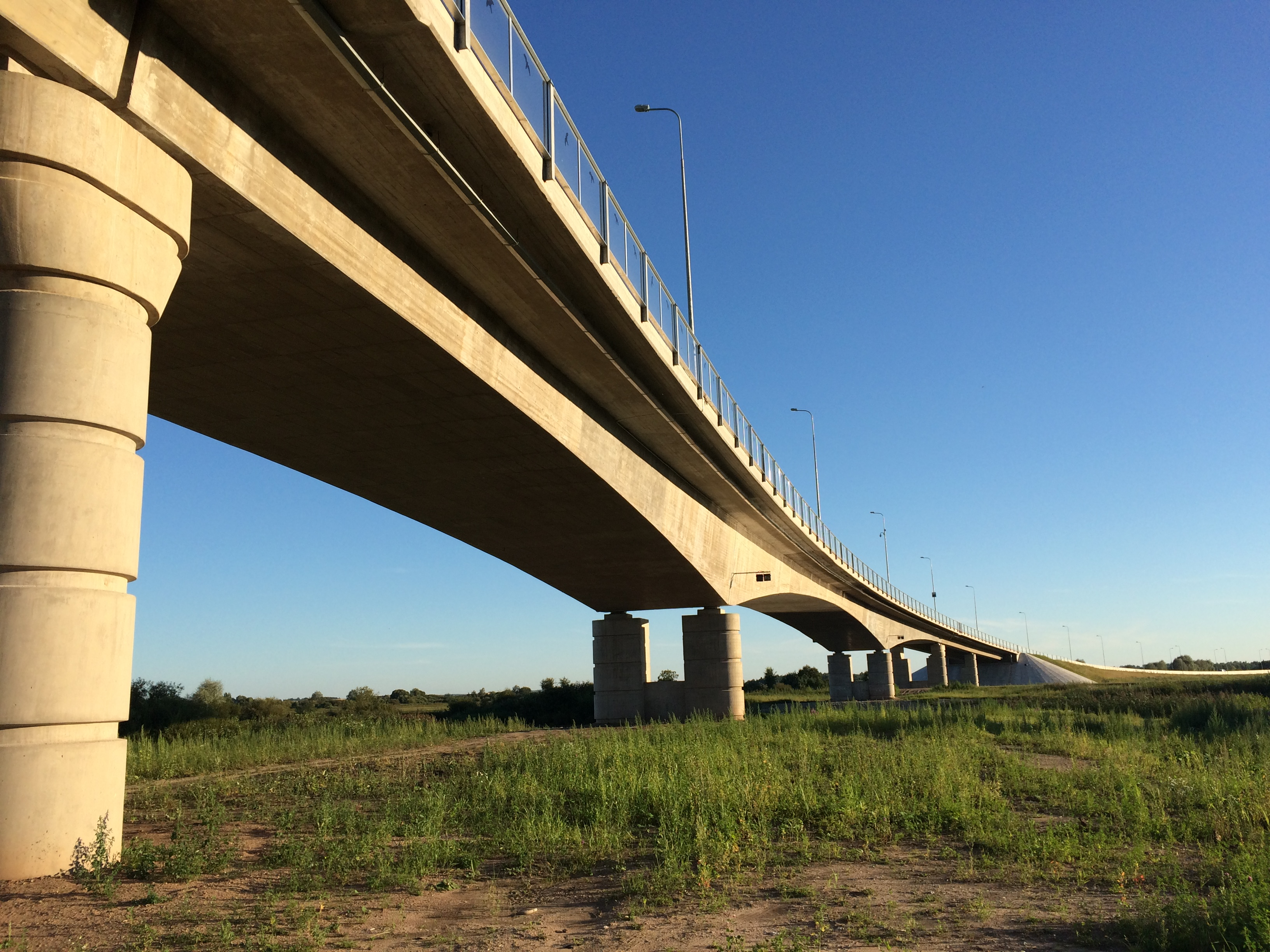
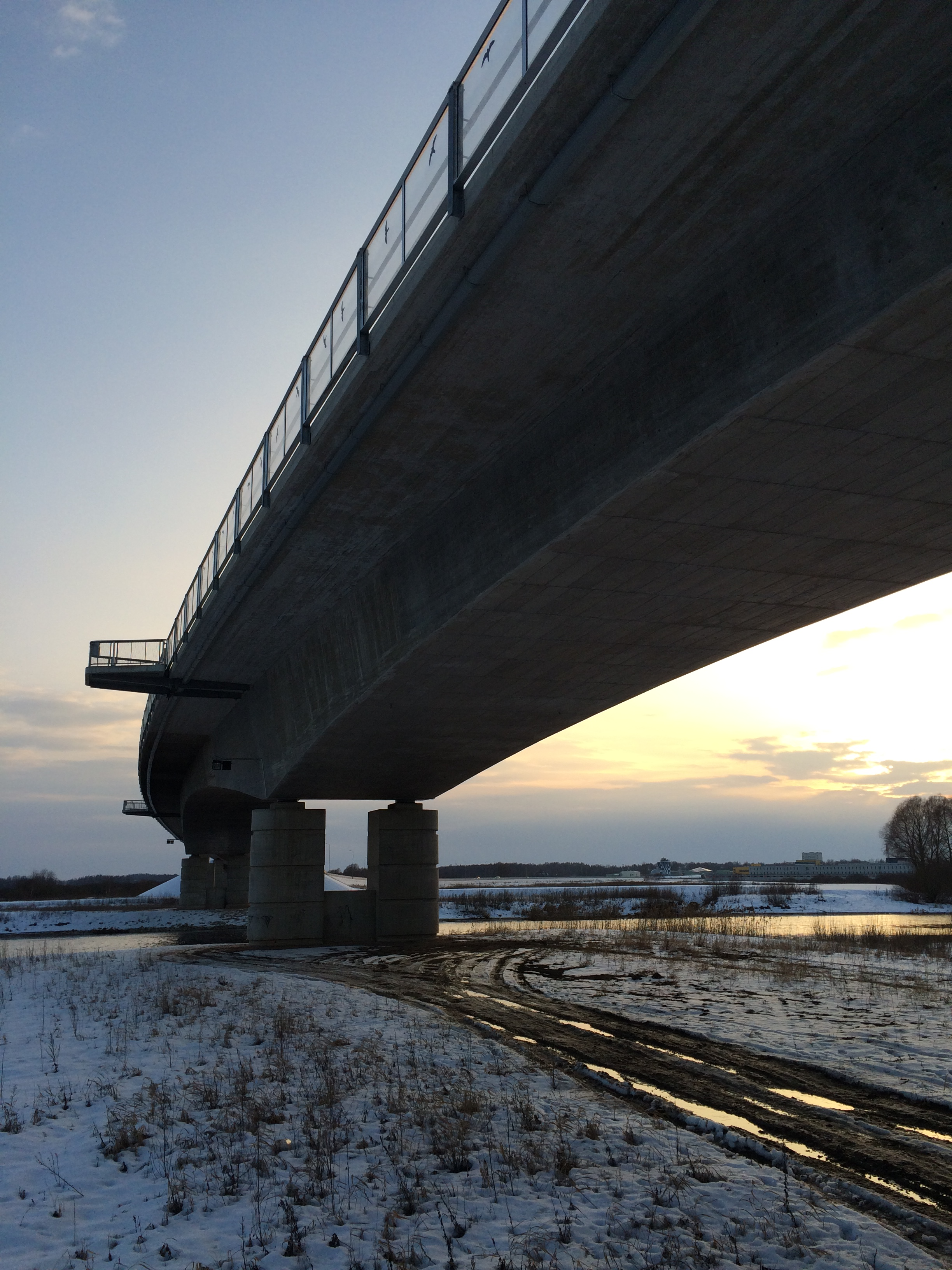
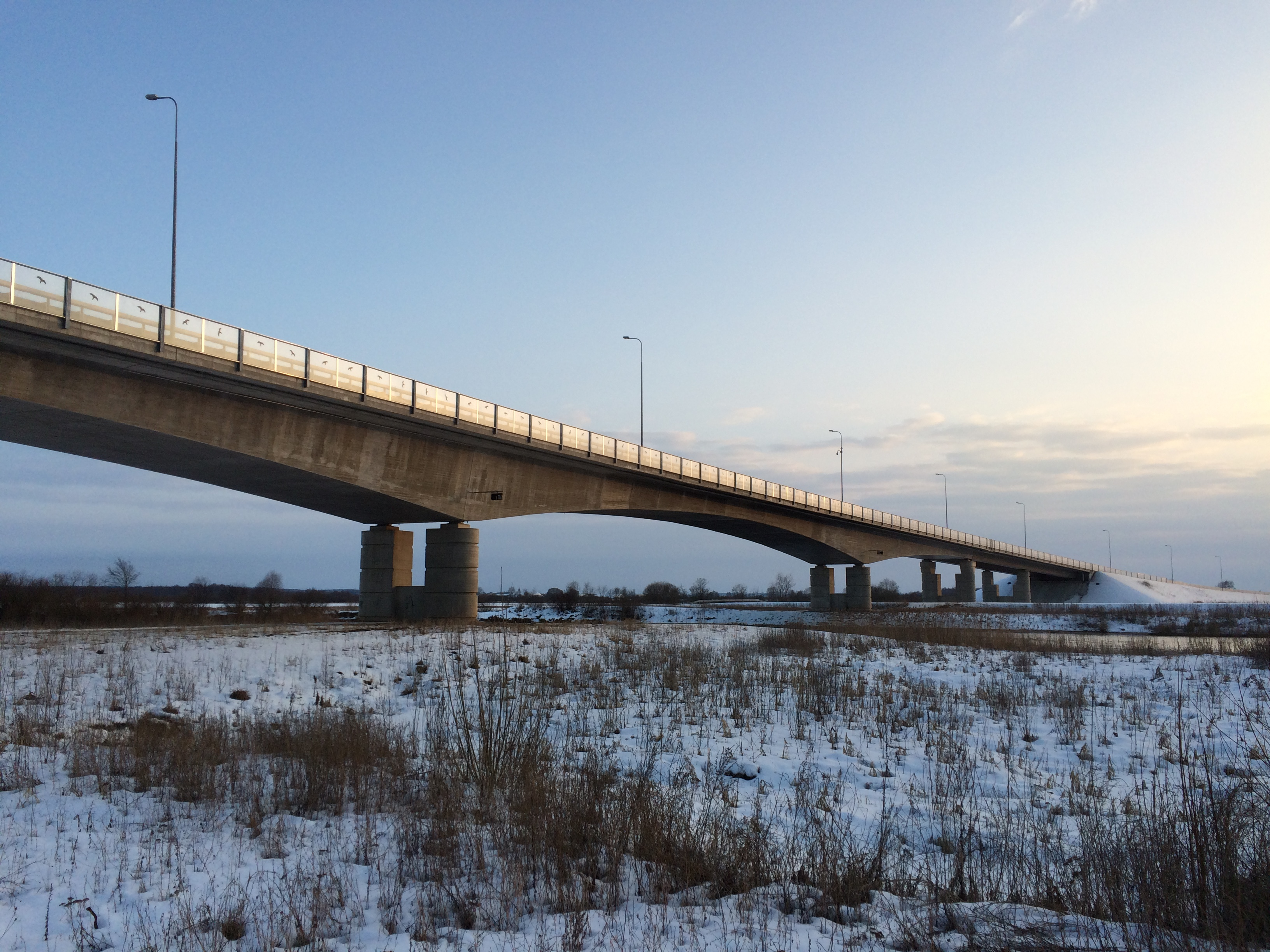
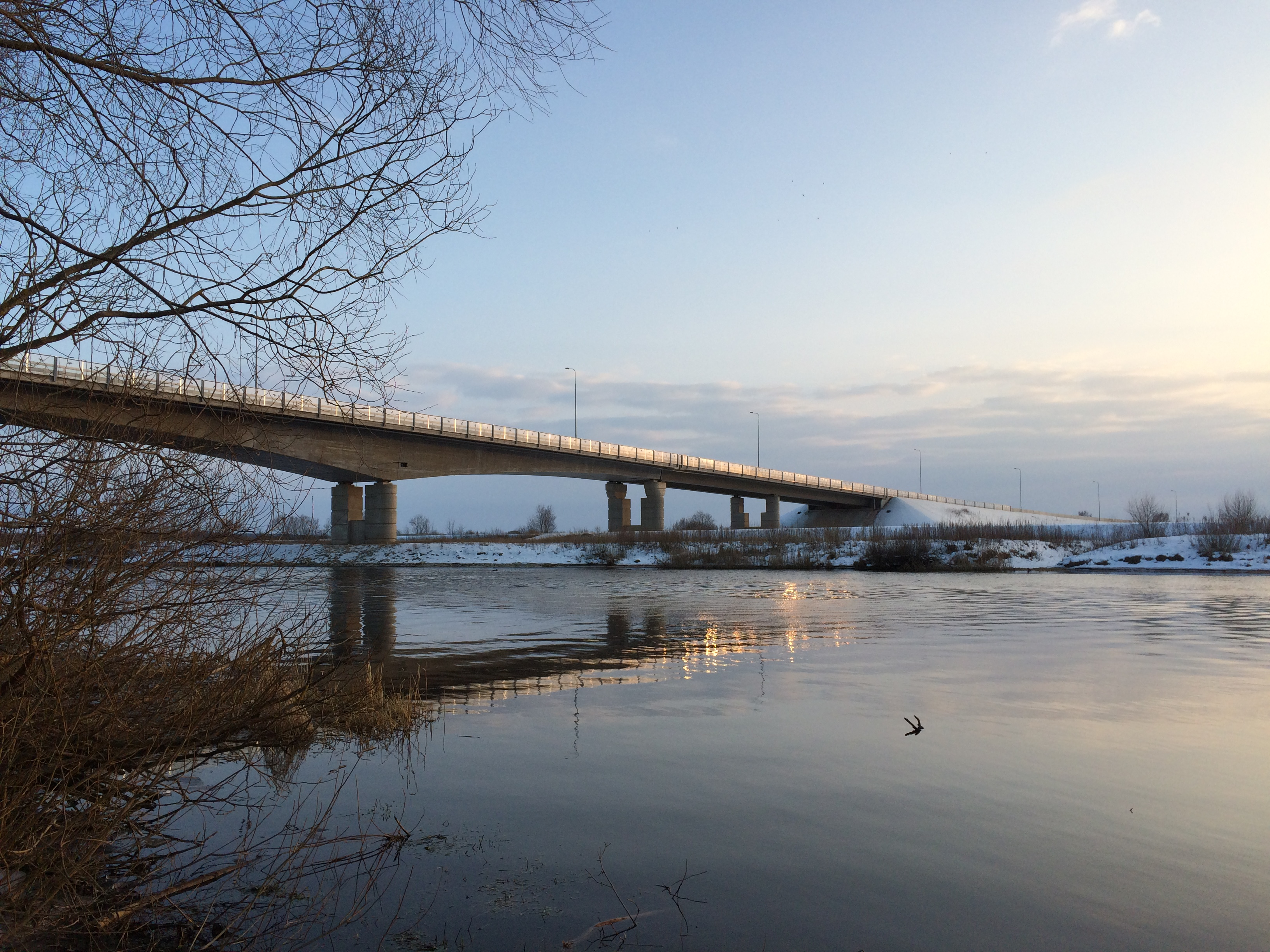